# Le 101, ouest, avenue des Pins
Chez Denise
Le 101, ouest, avenue des Pins une série télévisée québécois en 38 épisodes de 26 minutes, scénarisée par Denise Filiatrault et diffusée entre le 18 septembre 1984 et le 11 juin 1985 à la Télévision de Radio-Canada.
C'est la suite de la série Chez Denise.

## Synopsis
Le 101, ouest, avenue des Pins raconte la vie du propriétaire d'une boîte de nuit, d'une chanteuse, d'une ancienne actrice, d'un barman et de plusieurs autres personnages.

## Fiche technique
- Scénariste : Denise Filiatrault
- Réalisation : Royal Marcoux et Louis Plamondon
- Société de production : Société Radio-Canada

## Distribution
- Dominique Michel : Sonia Tétrault
- Jean Archambault : Christian Lalancette
- Benoît Marleau : Jean-Paul Bordeleau
- Sophie Lorain : Michèle Dussault
- Normand Brathwaite : Patrice
- Denise Émond : Vovonne
- Roger Joubert : Firmin Lapalisse
- Denise Filiatrault : Bella Zarrov et Denise Dussault
- Michel Poirier : François
- Catherine Bégin : Geneviève
- Dominic Philie : Philippe
- Louise Latraverse : Linda Lamar
- Bernard Meney : Didier
- Marc Messier : Johnny
- Arlette Sanders : Étiennette
- Monique Aubry : Mme Durand
- Paul Berval : Federico Morelli
- Michèle Deslauriers : Marie-Pierre
- André Doucet : Facteur
- Louise Forestier : Judy
- Marcel Giguère : Gérard
- Sonia Huet-Faille : Stéphanie
- Carol Jones : Rita
- Marcel Leboeuf : Wawa
- Martine Leroy : Nicole
- Diane Miljours : Mme Courcelle
- Anne Bryan : Manon
- Éric Gaudry : M. Courcelle
- Christine Lemaire : Kiki
- Alexandre Beaulieu : Olivier
- Christian Hachez : Éric
- Donald Lalancette : Marcel
- Marie-Lise Bernier : Maryse
- Sophye Nolet : Nathalie
- Benoît Girard : Maxime
- Élizabeth Chouvalidzé : Dr Mondor
- Annette Garant : Véronique
- Mario Lirette : Photographe
- Dennis O'Connor : M. Tracy
- Normand Lévesque : Raymond
- Richard Vaillancourt : Vicky Richards
- Alexandre Rémi : Artiste invité
- David Zatouti : Mario
- Charlotte Boisjoli : Jeannette
- Mario Bertrand : Andrew
- Mario Boucher : Le punk
- Marc Legault : Maître de cérémonie
- Jacques Boulanger : Jacques Boulanger
- Andrée Boucher : Mme Dupuis
- Jean-Marie Moncelet : M. Brassard
- Françoise Lemieux : Suzon
- René Caron : Gardien de sécurité
- Daniel Lemire : Chanteur
- Monique Joly : Mme Tardif

## Commentaire
À cette adresse fictive se trouve en réalité l'hôpital Hôtel-Dieu de Montréal.